# (36903) 2000 SO179
2000 SO179 (asteroide 36903) é um asteroide da cintura principal. Possui uma excentricidade de 0.12147700 e uma inclinação de 3.35349º.
Este asteroide foi descoberto no dia 28 de setembro de 2000 por LINEAR em Socorro.